# Diedrich Osterhoff
Diedrich Richard Osterhoff   (* 14. März 1925 in Landhausen, Kreis Iserlohn, Sauerland, Westfalen; † 8. Januar 2014 in Pretoria, Republik Südafrika) war ein deutscher Tierzuchtwissenschaftler und Hochschullehrer, der seit 1956 in der Republik Südafrika lebte und lehrte.

## Leben
Diedrich Osterhoff stammte aus einem Bauernhof im Sauerland, besuchte die Volksschule in Landhausen, danach das Reformrealgymnasium in Hemer bis zum Abiturzeugnis und musste noch zwei Jahre Militärdienst leisten. Von 1945 bis 1947 unterzog er sich einer landwirtschaftlichen Lehre und studierte anschließend bis 1951 an der Landwirtschaftlichen Fakultät der damaligen Hochschule für Bodenkultur und Veterinärmedizin in Gießen mit dem Abschluss als Diplomlandwirt. Während seines Studiums wurde er 1948/49 Mitglied der Burschenschaft Germania Gießen. Es folgte ein Auslandsaufenthalt bei Ivar Johansson an der Universität Uppsala, um sich mit neuen Ansichten zur Zuchtplanung und Zuchtwertschätzung vertraut zu machen. Auf der Grundlage dieser Erkenntnisse bereitete der seine Dissertation vor und promovierte im Jahre 1956 an der Landwirtschaftlichen Fakultät der Justus-Liebig-Hochschule Gießen zum Dr. agr.
Osterhoff begann anschließend seine wissenschaftliche Laufbahn in der Abteilung Tierzucht und Milchproduktion am Agricultural Research Council (ARC) in Irene und baute dabei ein Blutgruppenlabor für landwirtschaftliche Nutztiere auf. Danach wechselte er an die Veterinärmedizinische Hochschule in Onderstepoort bei Pretoria und wurde hier 1963 Professor für Tierzüchtung und Tierhaltung sowie Leiter des entsprechenden Institutes. Im Jahre 1968 promovierte er ein weiteres Mal mit einer Arbeit zu immungenetischen Untersuchungen an südafrikanischen Rindern. 1990 trat er in den Ruhestand.
Die Schwerpunkte seiner wissenschaftlichen Arbeit in Südafrika waren
- Blutgruppen und genetische Marker bei Tieren
- Chromosomale Untersuchungen bei Tieren
- Ethologische Studien an Tieren
- Veterinärmedizinische Fragen der Tierernährung
- Mensch-Tier-Umwelt-Interaktionen

Osterhoff hat an der Hochschule in Onderstepoort ein Institut aufgebaut, das für die tierische Erzeugung und für die wissenschaftliche Ausbildung der Veterinäre in der Republik Südafrika eine große Bedeutung erreichte und national wie international anerkannt wurde. Aus der umfangreichen Arbeit entstanden über 240 wissenschaftliche Publikationen und Berichte. Er erhielt Gastprofessuren in Mosambik, Belgien, Finnland, Südamerika und in der Bundesrepublik Deutschland, außerdem waren mehrere Gastwissenschaftler aus verschiedenen Ländern an seinem Institut tätig.
Bereits 1952 trat er in die Deutsche Gesellschaft für Züchtungskunde (DGfZ) ein und hielt auch in den Jahren, in denen er im Ausland lebte, zu ihr ständig Kontakt. Außerdem war er Gründungsmitglied der Südafrikanischen Gesellschaft für Tiermedizin. Für seine Leistungen und die lange Verbindung zur DGfZ wurde er 1992 als ihr Ehrenmitglied ausgezeichnet.

## Schriften
- Nachkommenprüfungen auf Grund der Ergebnisse der Schweinemastleistungsprüfung. Diss an der Landwirtschaftlichen Fakultät der Universität Gießen, 1956, 158 S.
- Immungenetische Untersuchungen an südafrikanischen Rindern. Diss. an der Veterinärmed. Fakultät der Universität Pretoria. 1968
- Landwirtschaft und Landhausen. In: Der Schlüssel, Organ des Bürger- und Heimatvereins Hemer e. V., Hemer, 2011, S. 152–161

## Auszeichnungen
- 1956 Ehrenmitglied der Südafrikanischen Gesellschaft für Tiermedizin
- 1992 Ehrenmitglied der Deutschen Gesellschaft für Züchtungskunde (DGfZ)[2]
- 1996 Bundesverdienstkreuz am Bande[3]